# Claire Danes
Claire Catherine Danes (født 12. april 1979) er en amerikansk skuespiller kendt fra film som Little Women, Romeo + Juliet og Terminator 3: Rise of the Machines. For sin rolle i tv-serien My So-Called Life fra 1994-1995 vandt hun en Golden Globe Award for bedste kvindelige hovedrolle.

## Opvækst
Danes blev født i Manhattan, New York City, New York (1). Hendes mor, Carla, er dagplejer, maler og stofdesigner, som senere er blevet hendes datters manager, og Danes' far, Christopher Danes, er computerkonsulent og tidligere arkitekturfotograf. Danes har en ældre bror, Asa.

## Karriere
I 1994 spillede den 15-årige Danes, den 15-årige Angela Chase i tv-dramaserien, My So-Called Life, for hvilket hun senere har vundet en Golden Globe og fået en Emmy-nominering for.

## Filmografi i udvalg

### Film
- Little Women (1994)
- Romeo + Juliet (1996)
- I Love You, I Love You Not (1996)
- Les Misérables (1998)
- Brokedown Palace (1999)
- Igby Goes Down (2002)
- The Hours (2002)
- Terminator 3: Rise of the Machines (2003)
- Stage Beauty (2004)
- Stardust (2007)

### Serier
- Homeland (2011-2020)

### Tv
- My So-Called Life (1994-1995)

- Temple Grandin (2010)